# Đồng hóa (sinh học)
Đồng hóa là quá trình tổng hợp các chất đơn giản thành những chất phức tạp diễn ra trong cơ thể sinh vật và tiêu hao năng lượng. Quá trình này tổng hợp các sản phẩm có cấu tạo đơn giản từ quá trình tiêu hóa thành các chất có cấu tạo phức tạp. Quá trình đồng hóa được cung cấp năng lượng bởi dị hóa, nơi mà các phân tử lớn được chia thành các phần nhỏ hơn và sau đó sử dụng hết trong hô hấp. Nhiều quá trình đồng hóa được cung cấp bởi các quá trình thủy phân của adenosine triphosphate.
Quá trình đồng hóa có xu hướng "xây dựng" các cơ quan và các mô. Những quá trình sản xuất tăng trưởng và biệt hóa của các tế bào và tăng kích thước cơ thể, một quá trình có liên quan đến sự tổng hợp của các phân tử phức tạp. Ví dụ về quá trình đồng hóa bao gồm sự tăng trưởng và khoáng hóa của xương và tăng khối lượng cơ bắp. Bác sĩ nội tiết có truyền thống phân loại hormone như anabolic hoặc catabolic, tùy thuộc vào đó là một phần của quá trình chuyển hóa chúng kích thích. Các hormon đồng hóa cổ điển là các steroid đồng hóa, kích thích sự tổng hợp protein, tăng trưởng cơ bắp, và insulin. Sự cân bằng giữa đồng hóa và dị hóa cũng được quy định bởi nhịp sinh học, với các quy trình như trao đổi chất glucose dao động để phù hợp với giai đoạn bình thường của một con vật hoạt động trong suốt ngày[3]. Ví dụ như khi chúng ta ănprotein từ bò, quá trình tiêu hóa sẽ cắt nhỏ và phân giải protein từ bò thành các amino acid và quá trình đồng hóa là sắp xếp các amino acid vừa phân giải ra thành chuỗi amino acid theo trật tự quy định protein của người. Quá trình này tạo lập những phân tử từ các đơn vị nhỏ hơn và thường thu năng lượng. Các hóc môn tham gia vào quá trình này để kích thích phản ứng. Các ví dụ về đồng hóa là quá trình tạo xương và cơ. Trái lại với quá trình này là dị hóa nơi các phân tử lớn lớn được chia tách ra thành các đơn vị nhỏ hơn.